# Ногайський еялет
Ногайський еялет або бейлербейство Великі Ногаї — адміністративно-територіальна одиниця Османської імперії. Існував у 1548—1555 та 1578—1590 роках.

## Історія
Посилення влади османської імперії у 1540-ї роках в закавзаззі в результаті успішних походій султана Сулеймана I Пишного призвів до розширення вплив Османів в Дагестані та Ногайській орді. У 1548 році Юсуф-бей, очільник Ногаїв, визнав зверхність османського султана. Було утворено бейлербейство (за іншими відомостями еялет) на чолі із Юсуф-беєм. Завдяки підтримки Османів Ногайське ханство зуміло відновити торгівельні стосунки з Кавказом, отримувати підтримку турецьких фахівців. При цьому на деякий час зникла загроза з боку Московського царства.
Напочатку 1550-х років в бейлербействі розпочався голод, що тривав 3 роки. В результаті загинуло багато худоби та померли до 70 % населення. У 1555 році після завершення війни з Персією війська Османської імперії залишили східний Кавказ. Внаслідок чого зникла будь-яка допомога для Ногайської орди. Того ж року Юсуф-бея вбито братом Ісмаїлом-беєм. За цим бейлербейство ліквідовано, а Ногаї визнали зверхність Московської держави.
У 1578 році владу в Ногайській орді захопив Урус-бей, син Ісмаїл-бея. Водночас османські війська на чолі із Лала Мустафо-пашою відновили владу імперію на Кавказі. Невдазі вона поширилася на Дагестан. У 1579 році сюди прибули війська Кримського ханства. У 1578 році відновлено бейлербейство. Воно існувало до 1590 року, коли Урус-бей загинув. Новий бей Ураз-Мухаммед визнав владу Московського царства.